# Ле-Ман (округ)
Округ Ле-Ман (фр. Arrondissement du Mans) — округ у Франції, в департаменті Сарта. 2023 року округ об'єднував 45 муніципалітетів, населення становило 267 330 осіб.
Адміністративний центр (супрефектура) — Ле-Ман.

## Муніципалітети
Список муніципалітетів округу та їхні коди INSEE:
1. Аллонн (72003)
2. Арнаж (72008)
3. Баллон-Сен-Марс (72023)
4. Бретт-ле-Пен (72047)
5. Екоммуа (72124)
6. Еньє (72001)
7. Жуе-л'Аббе (72150)
8. Івре-л'Евек (72386)
9. Кулен (72095)
10. Курсбеф (72099)
11. Ла-Базож (72024)
12. Ла-Гіерш (72147)
13. Ла-Мілесс (72198)
14. Ла-Шапель-Сент-Обен (72065)
15. Ле-Ман (72181)
16. Леньє-ан-Белен (72155)
17. Мариньє-Лає (72187)
18. Монбізо (72205)
19. Монсе-ан-Белен (72200)
20. Мюльсанн (72213)
21. Невіль-сюр-Сарт (72217)
22. Париньє-л'Евек (72231)
23. Прюїє-ле-Шетіф (72247)
24. Руйон (72257)
25. Рюоден (72260)
26. Сарже-ле-ле-Ман (72328)
27. Сен-Б'єз-ан-Белен (72268)
28. Сен-Жан-д'Ассе (72290)
29. Сен-Жервез-ан-Белен (72287)
30. Сен-Жорж-дю-Буа (72280)
31. Сен-Марс-д'Утіє (72299)
32. Сен-Павас (72310)
33. Сен-Сатюрнен (72320)
34. Сент-Жамм-сюр-Сарт (72289)
35. Сент-Уан-ан-Белен (72306)
36. Сує (72338)
37. Суліньє-су-Баллон (72340)
38. Теє (72349)
39. Телоше (72350)
40. Транже (72360)
41. Фе (72130)
42. Шаль (72053)
43. Шампаньє (72054)
44. Шанже (72058)
45. Шофур-Нотр-Дам (72073)